# Landkreis Merseburg-Querfurt
Der Landkreis Merseburg-Querfurt war ein Landkreis im Süden des Bundeslandes Sachsen-Anhalt. Am 1. Juli 2007 wurde er im Rahmen der Kreisgebietsreform in Sachsen-Anhalt mit dem Saalkreis zum neuen Saalekreis zusammengelegt.
Nachbarkreise waren im Norden der Landkreis Mansfelder Land und der Saalkreis sowie die kreisfreie Stadt Halle (Saale), im Osten der sächsische Landkreis Leipziger Land, im Süden die Landkreise Weißenfels und Burgenlandkreis, im Südwesten der thüringische Kyffhäuserkreis und im Westen der Landkreis Sangerhausen.

## Geographie
Durch das östliche Kreisgebiet flossen die Saale, die Weiße Elster und die Luppe. Die Saale-Elster-Luppe-Aue war ein bedeutendes Rast- und Brutgebiet gefährdeter Vogelarten. Der westliche Teil des Landkreises wurde von der landwirtschaftlich geprägten Querfurter Platte und dem Ziegelrodaer Forst beherrscht. Die Querne und die Weida flossen auf der Querfurter Platte ins Mansfelder Revier. Die Unstrut tangierte den Landkreis Merseburg-Querfurt im Südwesten. In Mücheln (Geiseltal) entsprang die Geisel, der das Geiseltal seinen Namen verdankt. Die Geisel mündete in Merseburg in den Gotthardsteich und floss als Klia weiter bis zur Saale. Die Laucha floss von Schafstädt über Bad Lauchstädt in Schkopau in die Saale.
Der östliche Teil des Landkreises Merseburg-Querfurt war Teil der Leipziger Tieflandsbucht. Hier lag an der Grenze zur Stadt Halle (Saale) und zum Saalkreis der tiefste Punkt des Landkreises mit 77,8 m ü. NN an der Saale. Nach Westen hin stieg das Gelände langsam an. Die höchste Erhebung des Landkreises lag mit 298,6 m ü. NN in der Ortslage Landgrafroda, einem Ortsteil der Stadt Querfurt.
Im Landkreis Merseburg-Querfurt entstanden seit 1990 fünf neue zum Teil noch in Flutung befindliche Tagebauseen mit einer Gesamtfläche von ca. 30 km². Der seit April 2011 vollständig geflutete Geiseltalsee ist mit 18,42 km² Seefläche der größte künstliche See Deutschlands.
| Tagebausee          | Wasserfläche | Wasservolumen |
| ------------------- | ------------ | ------------- |
| 1. Geiseltalsee     | 1.842 ha     | 427 Mio. m³   |
| 2. Wallendorfer See | 338 ha       | 36 Mio. m³    |
| 3. Raßnitzer See    | 310 ha       | 66 Mio. m³    |
| 4. Großkaynaer See  | 255 ha       | 27 Mio. m³    |
| 5. Runstedter See   | 230 ha       | 55 Mio. m³    |

## Geschichte
Der Landkreis entstand 1994 durch Zusammenlegung der Kreise Merseburg und Querfurt.

### Einwohnerentwicklung
Entwicklung der Einwohnerzahl (ab 1995 Stichtag 31. Dezember):
- 1990: 147.259¹
- 1995: 143.422
- 2000: 138.773
- 2001: 137.396
- 2002: 135.525
- 2003: 133.888
- 2004: 132.634
- 2005: 132.205²
- 2020: 103.533³

¹ Stand 3. Oktober

² Stand 30. Juni 2005

³ 3. Regionalisierte Bevölkerungsprognose des Statistischen Landesamtes

Quelle: Statistisches Landesamt Sachsen-Anhalt

### Wappen
Blasonierung: „Geviert, 1 und 4 in Gold ein schwarzes Kreuz, 2 und 3 siebenmal geteilt Silber über Rot.“
Es entstand aus der Zusammenführung der Landkreiswappen von Querfurt und Merseburg.
|  |
|  |

## Verkehrsanbindung
Im östlichen Kreisgebiet verlief die A 9 (Berlin–München) mit den Anschlussstellen Leipzig-West/Merseburg und Bad Dürrenberg. Weiterhin verlief in Ost-West-Richtung die Südharzautobahn Göttingen–Halle/Leipzig mit den Anschlussstellen Leuna, Merseburg Süd, Merseburg Nord, Bad Lauchstädt, Dreieck Halle-Süd und Schafstadt sowie Querfurt. Das Kreisgebiet querende Bundesstraßen waren die B 91 (Halle–Merseburg–Weißenfels–Zeitz), B 176 (Weißenfels–Sömmerda), B 180 (Aschersleben–Eisleben–Querfurt–Naumburg), B 181 (Merseburg–Leipzig) und B 250 (Querfurt–Eckartsberga). Die bedeutendste Bahnlinie im Landkreis war die Eisenbahnstrecke Berlin – Halle – Merseburg – Naumburg – Erfurt – Frankfurt, an die in Merseburg die Strecken nach Mücheln–Querfurt und Schafstädt angebunden waren. Des Weiteren existierte von Merseburg nach Halle-Neustadt eine Stadtschnellbahnverbindung über Buna-Werke. Stillgelegte Eisenbahnstrecken waren Merseburg–Leipzig, Querfurt–Röblingen und Querfurt–Vitzenburg. In Merseburg befand sich ein Verkehrslandeplatz. Der Platz wurde von 1935 bis zum Kriegsende als Flieger- bzw. Leithorst der Wehrmacht genutzt. Bis 1991 war die 6. Jagdfliegerdivision der Westgruppe der GUS-Streitkräfte (WGT) stationiert. Die Entfernung zum internationalen Flughafen Leipzig/Halle betrug ca. 25 km.

## Städte und Gemeinden
(Einwohner am 31. Dezember 2006)
| Einheitsgemeinden - 1. Braunsbedra, Stadt (11.205) - 2. Querfurt, Stadt (12.659) - 3. Schkopau (11.041) |

Verwaltungsgemeinschaften mit ihren Mitgliedsgemeinden
Sitz der Verwaltungsgemeinschaft *
| - 1. Verwaltungsgemeinschaft Bad Dürrenberg 1. Bad Dürrenberg, Stadt * (11.287) 2. Nempitz (307) 3. Oebles-Schlechtewitz (208) 4. Spergau (1.097) 5. Tollwitz (1.218) - 2. Verwaltungsgemeinschaft Bad Lauchstädt 1. Bad Lauchstädt, Stadt (4.983) 2. Klobikau (601) 3. Milzau (960) - 3. Verwaltungsgemeinschaft Laucha-Schwarzeiche 1. Delitz am Berge (969) 2. Schafstädt, Stadt (2.176) | - 4. Verwaltungsgemeinschaft Leuna-Kötzschau 1. Friedensdorf (325) 2. Günthersdorf (1.280) 3. Horburg-Maßlau (555) 4. Kötschlitz (927) 5. Kötzschau (1.986) 6. Kreypau (337) 7. Leuna, Stadt * (6.918) 8. Rodden (254) 9. Wallendorf (Luppe) (957) 10. Zöschen (1.036) 11. Zweimen (323) - 5. Verwaltungsgemeinschaft Merseburg 1. Beuna (Geiseltal) (1.009) 2. Geusa (1.488) 3. Merseburg, Stadt * (34.411) - 6. Verwaltungsgemeinschaft Oberes Geiseltal 1. Mücheln (Geiseltal), Stadt * (9.219) 2. Oechlitz (562) | - 7. Verwaltungsgemeinschaft Weida-Land 1. Albersroda (467) 2. Alberstedt (501) 3. Barnstädt (1.179) 4. Esperstedt (675) 5. Farnstädt (1.219) 6. Nemsdorf-Göhrendorf * (985) 7. Obhausen (1.857) 8. Schraplau, Stadt (1.285) 9. Steigra (867) |

## Gebietsveränderungen
Seit 1995 fanden im Landkreis Merseburg-Querfurt viele Gebietsveränderungen statt.
Von den ursprünglich 12 Verwaltungsgemeinschaften bestanden bei der Auflösung des Landkreises noch 4 Verwaltungsgemeinschaften. In der gleichen Zeit verringerte sich die Anzahl der Gemeinden von 46 auf 38.

### Änderungen bei Verwaltungsgemeinschaften
- Auflösung der Verwaltungsgemeinschaft Querfurt – Bildung der Einheitsgemeinde Stadt Querfurt aus den Mitgliedsgemeinden(11. Mai 1995)
- Auflösung der Verwaltungsgemeinschaft Leuna – Bildung der verwaltungsgemeinschaftsfreien Einheitsgemeinden Stadt Leuna und Spergau (26. September 1995)
- Eingliederung der Gemeinde Spergau in die Verwaltungsgemeinschaft Bad Dürrenberg (1. August 1997)
- Wechsel der Gemeinde Albersroda aus der Verwaltungsgemeinschaft Oberes Geiseltal in die Verwaltungsgemeinschaft Wein-Weida-Land (15. Januar 2002)
- Auflösung der Verwaltungsgemeinschaft Unteres Geiseltal – Bildung der Einheitsgemeinde Stadt Braunsbedra aus den Mitgliedsgemeinden (1. Januar 2004)
- Auflösung der Verwaltungsgemeinschaft Forst Hermannseck – Eingliederung der Mitgliedsgemeinden in die Stadt Querfurt (1. Januar 2004)
- Auflösung der Verwaltungsgemeinschaft Saale-Elster-Aue – Bildung der Einheitsgemeinde Schkopau aus den Mitgliedsgemeinden sowie den Gemeinden Döllnitz, Lochau und Hohenweiden aus dem Saalkreis (1. August 2004)
- Neubildung der Verwaltungsgemeinschaft Weida-Land aus den Verwaltungsgemeinschaften Wein-Weida-Land und Weitzschker Weidatal (1. Januar 2005)
- Neubildung der Verwaltungsgemeinschaft Bad Lauchstädt aus der Stadt Bad Lauchstädt sowie den Gemeinden Klobikau und Milzau aus der Verwaltungsgemeinschaft Laucha-Schwarzeiche (1. Januar 2005)
- Wechsel der Gemeinde Nempitz aus der Verwaltungsgemeinschaft Kötzschau in die VG Bad Dürrenberg (1. April 2006)
- Neubildung der Verwaltungsgemeinschaft Leuna-Kötzschau aus der Stadt Leuna und den Gemeinden Friedensdorf, Horburg-Maßlau, Kötschlitz, Kötzschau, Kreypau und Zweimen aus der VG Kötzschau (14. Juni 2006)
- Eingliederung der Gemeinden Günthersdorf, Rodden, Wallendorf (Luppe) und Zöschen aus der VG Kötzschau (endgültige Auflösung) in die VG Leuna-Kötzschau (1. Oktober 2006)

### Änderungen auf Gemeindeebene
- Auflösung der Gemeinde Großgräfendorf – Eingemeindung nach Bad Lauchstädt (1. April 1998)
- Auflösung der Gemeinden Knapendorf und Luppenau – Eingemeindung nach Schkopau (1. Januar 2005)
- Auflösung der Gemeinden Branderoda, Gröst, Langeneichstädt und Wünsch – Eingemeindung nach Mücheln (Geiseltal) (1. Januar 2006)
- Auflösung der Gemeinde Krumpa – Eingemeindung nach Braunsbedra (1. Januar 2007)

### Namensänderungen
- von Merseburg (Saale) zu Merseburg (1. Januar 1998)

## Kfz-Kennzeichen
Am 1. Juli 1994 wurde dem Landkreis das Unterscheidungszeichen MQ zugewiesen. Es wurde bis zum 30. Juni 2007 ausgegeben. Seit dem 27. November 2012 ist es aufgrund der Kennzeichenliberalisierung im Saalekreis erhältlich.
Bis etwa zum Jahr 2000 erhielten Fahrzeuge aus dem Altkreis Querfurt Kennzeichen mit den Buchstaben AA bis ZZ und den Zahlen von 1 bis 99.